# امنیت زیستی
امنیت‌زیستی (به انگلیسی: Biosecurity) دارای چندین معانی است و با توجه به رشته‌های مختلف متفاوت تعریف می‌شود. تعریف اصلی آن به عنوان مجموعه‌ای از اقدامات پیشگیرانه طراحی‌شده برای کاهش خطر انتقال بیماری‌های عفونی در محصولات و دام، آفات قرنطینه، گونه‌های بیگانه مهاجم و ارگانیسم‌های اصلاح‌شده زنده (Koblentz، ۲۰۱۰)آغاز شد. ماهیت نوظهور تهدیدات امنیت‌زیستی به این معنی است که خطرات در مقیاس کوچک به سرعت بالا می‌رود، بنابراین یک سیاست مؤثر تبدیل به یک چالش می‌شود چرا که محدودیت‌هایی در زمان و منابع موجود برای تحلیل تهدیدها و برآورد احتمال وقوع آن‌ها وجود دارد.
این اصطلاح نخستین بار توسط جوامع کشاورزی و محیط‌زیستی مورد استفاده قرار گرفت. امنیت‌زیستی از اواخر دهه ۱۹۹۰ در واکنش به تهدید تروریسم بیولوژیکی، جلوگیری از حذف تعمدی (دزدی) مواد زیستی از آزمایشگاه‌های تحقیقاتی را در بر می‌گیرد. این اقدامات پیشگیرانه ترکیبی از سیستم‌ها و روش‌هایی است که در آزمایشگاه دانش زیستی به منظور جلوگیری از استفاده از عوامل بیماری‌زای خطرناک و سموم برای استفاده نادرست، و همچنین مأموران گمرک و مدیران منابع کشاورزی و منابع طبیعی برای جلوگیری از گسترش این عوامل زیستی به کار گرفته می‌شوند.